# Luis Mejía Montesdeoca
Luis Alfredo Mejía Montesdeoca (Otavalo, 1942/1943) es un político ecuatoriano, considerado antes de su retiro como uno de los más influyentes de la provincia de Imbabura.

## Trayectoria
En su juventud inició su carrera pública trabajando en el Ministerio de Finanzas, donde llegó a ser Viceministro y subsecretario de Crédito Público y Presupuesto. También participó por muchos años como columnista en la sección económica del diario El Comercio.
Para las elecciones de 1984 fue elegido prefecto provincial de Imbabura para el periodo 1984-1988. En junio de 1987 fundó el periódico El Norte.
En las elecciones legislativas de 1990 fue elegido diputado provincial de Imbabura por la Izquierda Democrática. Una vez terminado su periodo, en 1992, fue elegido para un nuevo periodo como prefecto provincial de Imbabura. Durante su gestión recibió tanto halagos como críticas, pues aunque muchos reconocieron las obras que hizo por la provincia, otros lo acusaban de creerse el "cacique" de la misma. En las elecciones de 1996 fue reelecto al cargo.
Al año siguiente renunció y fue elegido como representante de Imbabura en la Asamblea Constituyente de 1997 por el Frente Radical Alfarista (FRA). Una vez instalada la Asamblea fue nombrado su segundo vicepresidente gracias a la mayoría de derecha formada por el FRA, el Partido Social Cristiano y la Democracia Popular. Meses luego de que iniciara la Asamblea, asumió la presidencia de la misma debido a la renuncia del presidente de la Asamblea, Osvaldo Hurtado Larrea, y del primer vicepresidente, Marcelo Santos, luego de que algunas reformas promovidas por la mayoría fallaran y Hurtado declarara que la misma se había disuelto.
En las elecciones legislativas de 1998 fue elegido diputado por la alianza entre el Frente Radical Alfarista y la Democracia Popular, obteniendo la más alta votación entre los candidatos a diputados de la provincia de Imbabura. En las elecciones de 2002 fue reelecto al cargo por la alianza entre el Alfarismo Nacional (nuevo nombre del FRA) y el Partido Social Cristiano.